# Nuchut
Nuchut, auch Nochut oder Nakuht, war ein persisches Gold- und Silbergewicht und entsprach dem Karat. Nuchut bedeutet so viel wie Erbse.
- 1 Nuchut = 0,195 Gramm (errechn. und gerundet)
- 1 Miskal = 24 Nuchut = 4,68013 Gramm[1]